# Angelika Hurwicz

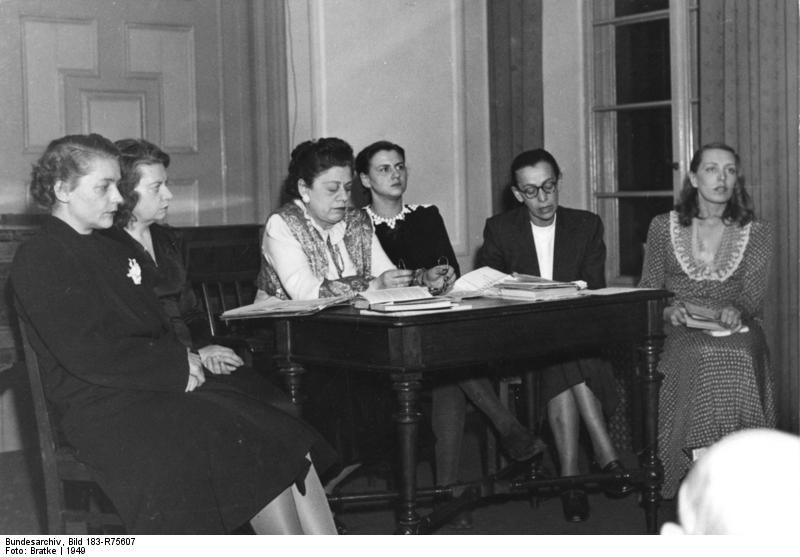
Von links nach rechts: Inge von Wangenheim, Mary Schneider-Braillard, Annemarie Hasse, Angelika Hurwicz, Helene Weigel und Else Reuss (1949)

Angelika Hurwicz (* 22. April 1922 in Berlin; † 26. November 1999 in Bergen, Nordholland) war eine deutsche Theaterschauspielerin und Regisseurin.

## Leben
Angelika Hurwicz war die Tochter des Schriftstellers Elias Hurwicz. Aufgrund dessen jüdischer Abstammung konnte sie im nationalsozialistischen Deutschland keine Schauspielschule besuchen; stattdessen erteilte ihr die Schauspielerin Lucie Höflich von 1939 bis 1941 Privatunterricht. Von 1942 bis 1943 war sie bei einem privaten Wandertheater engagiert. Nach der Schließung aller Theater durch die totale Mobilmachung 1944 arbeitete sie in einer Autowerkstatt. Auch ihr Vater überlebte den Holocaust dank der Ehe mit einer Nichtjüdin.
1945 kehrte sie nach Berlin zurück und wurde am Theater am Schiffbauerdamm und am Deutschen Theater engagiert. Bertolt Brecht holte sie 1948 für die Rolle der stummen Kattrin im Stück Mutter Courage und ihre Kinder an das Berliner Ensemble. Hurwicz erhielt im Folgejahr den Nationalpreis der DDR. 1954 übertrug Brecht ihr die Rolle der Grusche im Kaukasischen Kreidekreis und sie spielte u. a. die Frau Sarti im Leben des Galilei, bis sie 1958 das Ensemble verließ und nach Westdeutschland ging.
Später war sie in Hannover, Frankfurt am Main, Wuppertal, Köln, Zürich und London sowie am Wiener Burgtheater tätig. Dort war sie die erste Frau, die Regie führte.
Angelika Hurwicz war der Autobiografie des Literaturkritikers Marcel Reich-Ranicki („Mein Leben – Marcel Reich-Ranicki“) zufolge seine Jugendfreundin.

## Filmografie
- 1948: Unser Mittwochabend
- 1948: Und wieder 48
- 1949: Unser täglich Brot
- 1951: Die Sonnenbrucks
- 1953: Die Unbesiegbaren
- 1953: Die Gewehre der Frau Carrar (TV)
- 1956: Das Stacheltier – Das schwarze Wunder (Kurzfilm)
- 1957: Katzgraben (Theateraufzeichnung)
- 1957: Schlösser und Katen (Zweiteiler)
- 1957: Mutter Courage und ihre Kinder (Theateraufzeichnung)
- 1959: Sie nannten ihn Amigo
- 1959: Die Premiere fällt aus
- 1959: Nachtasyl (TV)
- 1959: Das letzte Aufgebot (TV)
- 1961: Mutter Courage und ihre Kinder (Theateraufzeichnung)
- 1961: Zwischen Montag und Samstag (TV)
- 1962: Leben des Galilei (TV)
- 1963: Ein Phönix zuviel (TV)
- 1963: Wassa Schelesnowa (TV)
- 1964: Das Martyrium des Peter O’Hey (TV)
- 1966: Abschied (TV)
- 1966: Herr Puntila und sein Knecht Matti (TV)
- 1967: Das Fräulein (TV)
- 1967: Frank V. – Die Oper einer Privatbank (TV)
- 1967: Die Namenstagsfeier (TV)
- 1969: Der große Tag der Berta Laube (TV)
- 1969: Hôtel du commerce (TV)
- 1971: Mit Achtzehn (TV)
- 1973: Ein Leben (TV)
- 1974: Eine geschiedene Frau (TV-Miniserie)
- 1978: Mittags auf dem Roten Platz (TV-Miniserie)
- 1978: Die Eingeschlossenen (TV)
- 1989: Tatort: Der Pott (TV-Reihe)

## Theater

### Regie
- 1955: Alexander Ostrowski: Die Ziehtochter oder Wohltaten tun weh (Berliner Ensemble)
- 1978: Carl Sternheim: Tabula rasa (Wiener Akademietheater)
- 1979: Jakob Michael Reinhold Lenz: Der Hofmeister (Wiener Akademietheater)
- 1980: Carl Sternheim: 1913 (Wiener Akademietheater)
- 1981: Arthur Schnitzler: Professor Bernhardi (Wiener Burgtheater)
- 1982: Carl Sternheim: Das Fossil (Wiener Volkstheater)
- 1983: Carl Sternheim: Der Snob (Wiener Akademietheater)
- 1983: Albert Camus: Die Besessenen (Wiener Burgtheater)
- 1985: Henrik Ibsen: Die Frau vom Meer (Wiener Akademietheater)

### Schauspielerin
- 1949: Anatoli Sofronow: Der Moskauer Charakter – Regie: Hans Rodenberg (Haus der Kultur der Sowjetunion)
- 1949: Bertolt Brecht: Mutter Courage und ihre Kinder (Kattrin) – Regie: Erich Engel (Berliner Ensemble im Deutschen Theater Berlin)
- 1950: Jakob Michael Reinhold Lenz: Der Hofmeister – Regie: Bertolt Brecht (Berliner Ensemble im Deutschen Theater Berlin)
- 1950: Bertolt Brecht: Die Mutter (Hausbesitzerin) – Regie: Bertolt Brecht (Berliner Ensemble im Deutschen Theater Berlin)
- 1951: Gerhart Hauptmann:  Der Biberpelz und Roter Hahn (Leontine) – Regie: Egon Monk (Berliner Ensemble im Deutschen Theater Berlin – Kammerspiele)
- 1952: Heinrich von Kleist: Der zerbrochne Krug (Brigitte) – Regie: Therese Giehse (Berliner Ensemble im Deutschen Theater Berlin)
- 1952: Nikolai Pogodin: Das Glockenspiel des Kreml (Bettlerin) – Regie: Ernst Busch (Berliner Ensemble)
- 1953: Bertolt Brecht: Die Gewehre der Frau Carrar (Frau Perez) – Regie: Egon Monk  (Berliner Ensemble im Deutschen Theater Berlin – Kammerspiele)
- 1953: Heinar Kipphardt: Shakespeare dringend gesucht (Fräulein Glück) – Regie: Herwart Grosse  (Deutsches Theater Berlin – Kammerspiele)
- 1953: Erwin Strittmatter: Katzgraben (Kleinbäuerin) – Regie: Bertolt Brecht (Berliner Ensemble)
- 1957: Bertolt Brecht: Leben des Galilei (Frau Sarti) – Regie: Erich Engel (Berliner Ensemble)
- 1986: Bertolt Brecht: Mutter Courage und ihre Kinder (Die Bäuerin) – Regie: Christoph Schroth (Wiener Burgtheater)

## Hörspiele (Auswahl)
- 1949: William Shakespeare: Romeo und Julia (Amme) – Regie: Alfred Braun (Berliner Rundfunk)
- 1953: Bertolt Brecht: Die Gewehre der Frau Carrar (Frau Perez) – Regie: Egon Monk (Berliner Rundfunk)
- 1984: Jost Nickel: Die Bibliothek – Regie: Dietrich Auerbach

## Schriften
- Windflüchter. Volk und Welt, Berlin 1957.
- Brecht inszeniert: Der kaukasische Kreidekreis. Friedrich, Velber b. Hannover 1964.
- Wir heißen euch hoffen In: Renate Seydel (Hrsg.): … gelebt für alle Zeiten. Schauspieler über sich und andere. Henschel, Berlin 1978.
- Legenden der Zeit. Variationen über eine ausweglose Situation. Merlin, Berlin 1998.
- Die Nische des Insekts. Fouqué-Literaturverlag, Egelsbach 1999.